# القفلة (حجة)
القفلة هي إحدى قرى الجمهورية اليمنية. وهي تتبع جغرافيًا لمحافظة حجة. وإداريًا لمديرية عبس. يبلغ تعداد سكانها 1257 نسمة حسب الإحصاء الذي جرى عام 2004.